# 道嶋御楯
道嶋 御楯（みちしま の みたて、生没年不詳）は、平安時代初期の武官。姓は宿禰。同族に道嶋嶋足や道嶋大楯がいるが親族関係は不明。官位は外従五位下・陸奥鎮守副将軍。
蝦夷征討および陸奥経営に重要な役割を果たしたと考えられる。

## 経歴
延暦8年（789年）巣伏の戦いにおいて丈部善理や出雲諸上とともに別将を務め、諸上とともに敗走する兵を率いて帰還した。先の蝦夷征討（延暦20年次）もしくは次の征夷にあたって鎮守軍監を務め、延暦21年（802年）陸奥国大国造に任ぜられている（この時の位階は外従五位下）。延暦23年（804年）桓武朝における第四次蝦夷征討が計画されると、征夷大将軍・坂上田村麻呂に次いで、百済王教雲や佐伯社屋とともに征夷副将軍として名を連ねる。しかし、翌延暦24年（805年）の徳政相論により遠征は中止となった。
平城朝の大同3年（808年）陸奥鎮守副将軍に任ぜられた。

### 陸奥国大国造
朝廷に協力した者に与えられる名誉職という見方もあるが、先の大国造である嶋足の時は、彼の奏請で陸奥国各郡の豪族に大量の賜姓が行われている。国造の権限に賜姓の奏請があったと考えられ、またそれが嶋足の本拠地である牡鹿郡に留まらないことから、広範な影響力を有していたことが分かる。なお、御楯の奏請かは不明だが、延暦16年（797年）に広範な賜姓が行われている。

## 官歴
『日本後紀』による。
- 時期不詳：外従五位下。鎮守軍監
- 延暦21年（802年） 12月8日：陸奥国大国造
- 延暦23年（804年） 正月28日：征夷副将軍
- 大同3年（808年） 6月9日：陸奥鎮守副将軍